# جيم هيكي (لاعب كرة قاعدة أمريكي)
جيم هيكي (بالإنجليزية: Jim Hickey)‏ هو لاعب كرة قاعدة أمريكي، ولد في 12 أكتوبر 1961 في شيكاغو في الولايات المتحدة.

## وصلات خارجية
- جيم هيكي (لاعب كرة قاعدة أمريكي) على موقعبيزبول رفرنس.كوم (الدوري الثانوي) (الإنجليزية)